# 红亚尔 (鄂木斯克州)
红亚尔（羅馬化：Krasnyy Yar）是俄罗斯鄂木斯克州的工人村（市级镇），属柳宾斯基区，地处鄂木斯克州中南部，位于额尔齐斯河左岸斯塔里察（Старица）湖畔，在区行政中心柳宾斯基东北、州府鄂木斯克西北方。连接鄂木斯克与秋明的R402公路从该镇西南侧经过。
该地2021年人口有5,225人；2010年人口5,133；2002年人口5,387；1989年人口4,826。